# The Lazarus Project
The Lazarus Project (br: Entre a Vida e a Morte) é um filme américo-canado-britânico de 2008, dos gêneros drama, mistério, thriller e terror, dirigido e coescrito por John Gleen.
O elenco tem Paul Walker, Shawn Hatosy, Piper Perabo e Brooklynn Proulx.
O filme conta a história de um homem condenado à morte por uma tentativa de assalto. Após sua suposta execução, inexplicavelmente ele se encontra vivendo uma nova vida trabalhando em uma instalação psiquiátrica.

## Sinopse
Ben Garvey (Paul Walker) é um ex-criminoso que vive tranquilamente com sua esposa Lisa (Piper Perabo) e a filha Katie (Brooklynn Proulx). Ele recusa uma proposta de seu irmão e ex-presidiário Ricky (Shawn Hatosy) para participar de um assalto. Porém Ben perde o emprego, e acaba aceitando o convite de seu irmão.
A tentativa de assalto dá errado, provocando a morte de três pessoas, e Ben é condenado à morte.
Ben é presumivelmente executado, mas em seguida aparece em um hospital psiquiátrico, onde um homem lhe pergunta se ele é o novo funcionário do local. Ben é informado de que ele recebeu uma "segunda chance de Deus", e começa a trabalhar no hospital. O responsável pelo feito é o padre Ezra (Bob Gunton). Com o passar do tempo ele se pergunta se aquilo não é parte de um plano científico.